# Parens scientiarum
Parens scientiarum (latin : mère des connaissances, savoirs ou sciences) est une bulle pontificale de Grégoire IX, datée du 13 avril 1231,.
Elle poursuit une politique d'attribution d'un statut spécial aux universités, celles de Paris en particulier. Le roi Philippe Auguste avait initié cette politique en reconnaissant aux étudiants de dépendre de la justice ecclésiastique (privilège du for) tout en leur accordant sa protection. En 1215, le légat du pape Robert de Courçon accorde à l'université de Paris la capacité juridique, donc une plus grande autonomie, tout en raffermissant les règles disciplinaires et morales encadrant les études et la vie étudiante.
En 1229, le jour de mardi gras des étudiants (jouissant du statut d'ecclésiastique et soumis à la discipline et à la morale afférentes) causent du trouble dans une taverne et en sont expulsés ; ils reviennent se venger le lendemain (mercredi des cendres) et créent une véritable émeute, détruisant la taverne et d'autres commerces. Excédée par ces troubles et par l'absence de réaction des autorités ecclésiastiques, Blanche de Castille ordonne une intervention. L'Université déclenche alors une grève - à laquelle étudiants et enseignants étaient statutairement contraints de se joindre.
Pour résoudre ce conflit, le pape Grégoire IX, un ancien étudiant soucieux de préserver le prestige et l'influence juridique de l'université, étend par cette bulle les privilèges octroyés à l'Université de Paris (contre l'avis du roi et même de l'évêque de Paris, dans la droite ligne du pontificalisme théocratique dont Grégoire IX, créateur de l'Inquisition, fut un artisan important). Il est question, dedans, de l'indépendance intellectuelle et juridique. Ainsi, seul l'évêque de Paris est responsable de l'ordre public dans l'université, et non le gouvernement de la ville,. Cependant, l'université n'est pas libre à cause de l'interdiction des sources « hérétiques » comme Aristote.
Pour l'historienne Nathalie Gorochov, la bulle reconnaît pour la première fois le droit de grève. Elle permet en effet aux professeurs de l'Université de Paris de cesser le travail à Paris dans trois situations : en cas de non-respect de la limitation des loyers des logements d'étudiants, si un professeur ou un étudiant est blessé ou tué et qu'il n'est pas rendu justice, ainsi qu'en cas d'arrestation abusive des étudiants ou professeurs par le pouvoir laïc.